# Jeägelvärri
Jeägelvärri är en kulle i Finland. Den ligger i Utsjoki kommun och landskapet Lappland, i den norra delen av landet, 1 000 km norr om huvudstaden Helsingfors. Toppen på Jeägelvärri är 437 meter över havet.
Terrängen runt Jeägelvärri är huvudsakligen lite kuperad.  Trakten runt Jeägelvärri är nära nog obefolkad, med mindre än två invånare per kvadratkilometer. Närmaste större samhälle är Karigasniemi, 15,2 km nordväst om Jeägelvärri. Omgivningarna runt Jeägelvärri är i huvudsak ett öppet busklandskap.